# Megymeninae

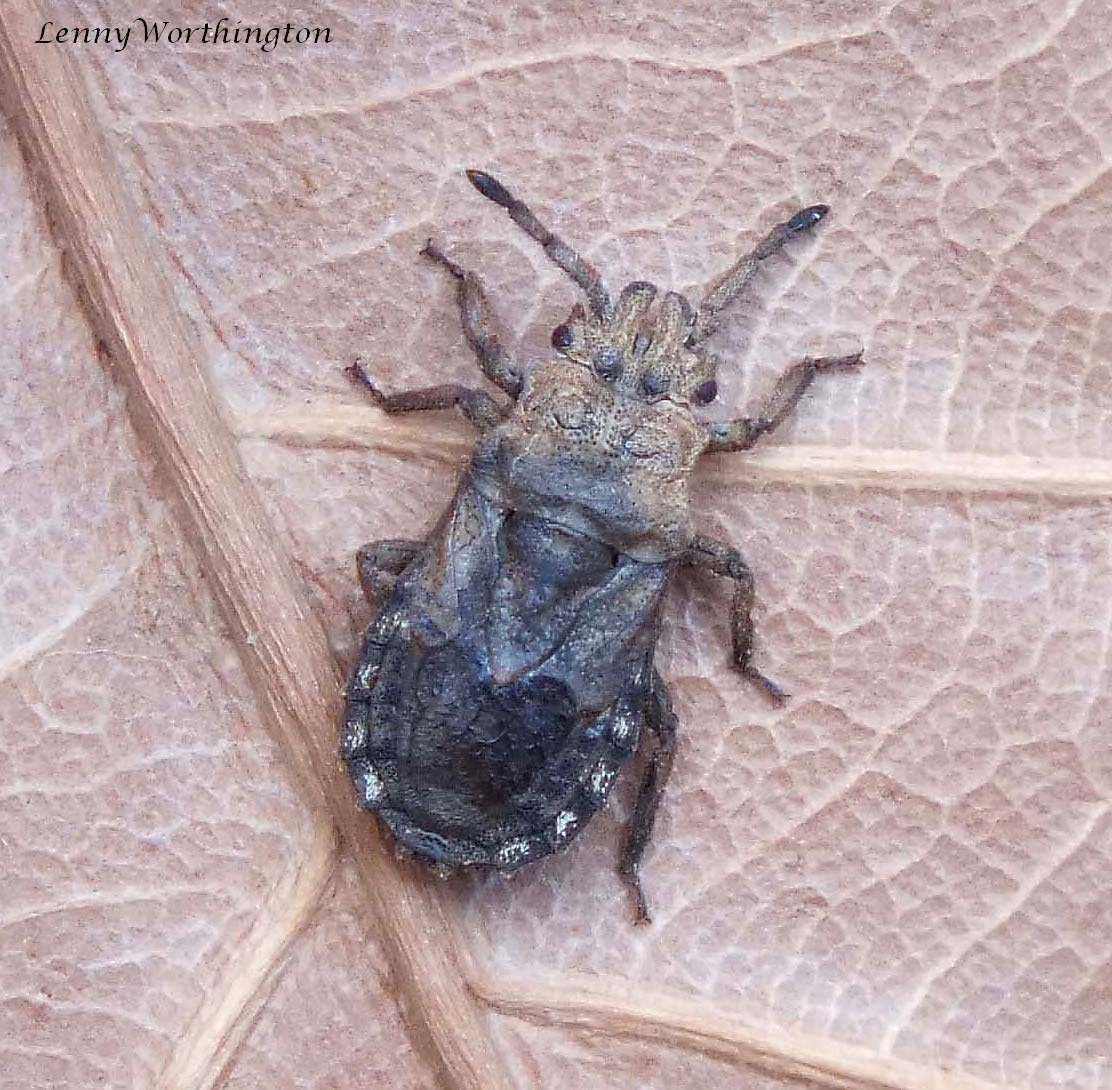
Eumenotes obscura

Megymeninae – podrodzina pluskwiaków z podrzędu różnoskrzydłych i rodziny Dinidoridae. Obejmuje 30 opisanych gatunków, sklasyfikowanych w pięciu rodzajach. Wszystkie są fitofagami ssącymi soki roślin.

## Morfologia
Pluskwiaki o ciele w zarysie jajowatym lub prawie jajowatym, słabiej wypukłym po stronie grzbietowej i silniej wypukłym po stronie brzusznej. Trójkątna głowa jest niemal tak duża jak przedplecze. Płytki żuwaczkowe są dłuższe od nadustka i wystają przed przedustek, przy czym ich wierzchołki pozostają oddzielne. Odległość między przyoczkami może być od równej do dwukrotnie większej niż odległość między przyoczkiem a brzegiem oka złożonego. Czułki mają człony walcowate do spłaszczonych, u Byrsodepsus z silnie rozszerzonym członem trzecim. Tarczka odznacza się obecnością pary jamkowatych wcisków przy kątach przednio-bocznych. Półpokrywy mają przykrywki długości tarczki lub dłuższe od niej. Użyłkowanie tylnej pary skrzydeł cechuje się prostym do lekko odgiętego, oddalonym od żyłki medialnej wierzchołkiem żyłki kubitalnej przedniej oraz zupełnym brakiem żyłki kubitalnej tylnej. Metapleury z wyjątkiem przedstawicieli rodzaju Byrsodepsus zaopatrzone są w ewaporatoria. Tułów i odwłok są owłosione. Sternity odwłoka mają na bocznych krawędziach guzki lub płaty. U samic dziewiąty paratergit jest płaski do lekko pośrodku wypukłego. Genitalia samca mają poniżej otworu pygoforu lekko wystającą poprzeczną listewkę.

## Ekologia i występowanie
Wszystkie gatunki są fitofagami ssącymi. Ekologia jest słabo zbadana. Wśród poznanych roślin pokarmowych larw wymienia się przedstawicieli dyniowatych, męczennicowatych, powojowatych i wyćwiklinkowatych.
Podrodzina o zasięgu głównie paleotropikalnym. Większość gatunków występuje w krainie orientalnej. Cztery gatunki orientalne docierają na południe do krainy australijskiej. Nieliczne gatunki orientalne znane są również z sinojapońskiego regionu krainy palearktycznej, docierające na północ do Chin, Korei i Japonii. Rodzaj Afromenotes jest ograniczony do krainy etiopskiej.

## Taksonomia
Do podrodziny tej należy 30 opisanych gatunków, sklasyfikowanych w pięciu rodzajach i trzech plemionach:
- plemię: Byrsodepsini Kocorek & Lis, 2000
  - Byrsodepsus Stål, 1872
- plemię: Eumenotini Bergroth, 1907
  - Afromenotes Kment & Kocorek, 2014
  - Eumenotes Westwood, 1847
- plemię: Megymenini Amyot & Serville, 1843
  - Doesbergiana Durai, 1987
  - Megymenum Guérin-Méneville, 1831

Takson rangi rodzinowej dla rodzaju Megymenum wprowadzili w 1843 roku przez Charlesa Jean-Baptiste'a Amyota i Jean Guillaume Audinet-Serville'a pod nazwą Mégyménides. W 1847 roku John Obadiah Westwood opisał rodzaj Eumenotes wskazując na jego bliskie pokrewieństwo z Megymenum, natomiast w 1851 roku William Dallas dokonał formalnego włączenia tego rodzaju do Megymenidae. W pracach z 1867 i 1870 roku Carl Stål umieścił przedstawicieli Megymenidae wśród Dinidorinae w obrębie tarczówkowatych. W 1907 roku Ernst Evald Bergroth dla rodzaju Eumenotes utworzył osobne plemię Eumenotini w podrodzinie Tessaratominae w obrębie tarczówkowatych. Takson ten wyniesiony został do rangi osobnej podrodziny Eumenotinae przez Teiso Esakiego w 1922 roku, a potem do rangi rodziny Eumenotidae przez Dennisa Lesotna w 1958 roku. Nieco wcześniej, w 1955 roku, za sprawą Lestona rangę rodziny zyskały również Dinidoridae. Megymeninae jako podrodzina Dinidoridae obejmująca Megymenini i Eumenotini pojawiła się w publikacji A.K. Nuamaha z 1982 roku i taką klasyfikację zaadaptowano w monografii P.S.S. Durai z 1987 roku oraz katalogu Lawrence’a Huberta Rolstona i innych z 1996 roku. W 2000 roku Anna Kocorek i Jerzy Adrian Lis wprowadzili w obrębie podrodziny plemię Byrsodepsini dla rodzaju Byrsodepsus. Zsynonimizowali też Eumentonini z Medymenini, ale z tego kroku J.A. Lis i współpracownicy wycofali się w 2012 roku.